# Galenia collina
Galenia collina là một loài thực vật có hoa trong họ Phiên hạnh. Loài này được (Eckl. & Zeyh.) Walp. mô tả khoa học đầu tiên năm 1843.